# Talavera la Real
Talavera la Real è un comune spagnolo di 5 557 abitanti situato nella comunità autonoma dell'Estremadura, comarca Tierra de Badajoz. È sede di un'importante base aerea militare.